# Geovanny Vicente Romero

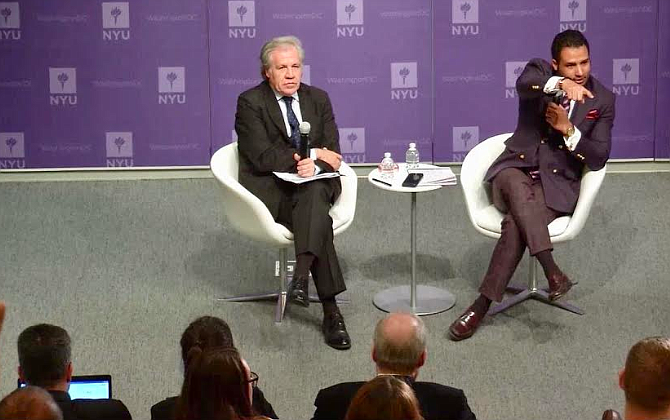
Geovanny Vicente Romero (rechts) mit Luis Almagro (2019)

Geovanny Vicente Romero (* 21. August 1986 in Padre Las Casas) ist ein dominikanischer politischer Stratege, Anwalt, Kolumnist, internationaler Berater und Universitätsprofessor. Er ist auf öffentliche Ordnung und Verwaltung spezialisiert und verfügt über mehrjährige Erfahrung im öffentlichen Sektor, in der Wissenschaft und im Journalismus. Er schreibt eine wöchentliche Kolumne für CNN als politischer Analyst.

## Frühes Leben und Ausbildung
Geovanny Antonio Vicente Romero wurde 1986 in Padre Las Casas (Provinz Azua) in eine Familie von Anwälten geboren. Sein Vater, Marino Vicente Rosado, ist als Richter tätig und seine Mutter, Digna Romero, ist ebenfalls Anwältin und fungierte als Interimsrichterin. Er verbrachte seine Kindheit und Universitätsjahre in der Dominikanischen Republik und arbeitete danach einige Jahre dort. Geovanny Vicente zog 2013 in die USA und arbeitet dort seitdem.
Vicente Romero hat einen Bachelor-Abschluss in Recht und Politik von der Universidad Autónoma de Santo Domingo (2009). Er erhielt einen Master-Abschluss in Kriminologie (2011) von der Universität Murcia in Spanien. Er besuchte die George Washington University, um an der Political Management School einen Master in politischer Kommunikation und strategischer Governance zu erwerben.

## Werdegang
Als politischer Analyst erscheint Vicente Romero regelmäßig in führenden internationalen Nachrichtenagenturen wie CNN, der Washington Post, Al Jazeera, dem  Washington Examiner, Newsweek, HuffPost, der Jerusalem Post, dem World Business Report der BBC, Infobae und Mundo Hispánico in spanischer und englischer Sprache über die Vereinigten Staaten, Lateinamerika und Europa. Er war ein starker Verfechter der Maßnahmen gegen den Klimawandel und der Bedeutung der Entwicklung von Nachhaltigkeit. Außerdem schreibt Vicente Romero eine Kolumne in CNN, Infobae, El Diario La Prensa, La Opinión, El Nuevo Día, La Prensa Gráfica und El Telégrafo.
Er ist Autor der Interamerikanischen Entwicklungsbank (IDB) und internationaler Nachrichtenagenturen wie El Universal in Mexiko. Er arbeitete für das Ministerium für öffentliche Verwaltung der Dominikanischen Republik als Analyst für öffentliche Politik und wurde einige Monate lang Interimsdirektor des dominikanischen öffentlichen Dienstes.
Vicente Romero unterrichtete 5 Jahre lang zwei Rechtsklassen pro Semester an der Universidad Central del Este. Er ist Gründer des Zentrums für öffentliche Ordnung, Entwicklung und Führung der Dominikanischen Republik (CPDL-RD) und Empfänger des von der Dominikanischen Präsidentschaft und dem Jugendministerium verliehenen Jugendpreises für berufliche Führung der Dominikanischen Republik. Romero erhielt 2017 auch das Robert E. Lesher-Stipendium der Carlos Rosario International Public Charter School in Washington, DC.

## Demokratie und Wahlen
Vicente arbeitete im Rahmen der „DC Dialogues“-Reihe, einer akademischen Initiative, die sich mit Themen wie Entwicklung, Wirtschaft, Governance und Demokratie befasst, mit der New York University zusammen. Während dieser Diskussionen moderierte Vicente den Dialog mit dem Generalsekretär der Organisation Amerikanischer Staaten, Luis Almagro; dem Präsidenten der Dominikanischen Republik, Luis Abinader; dem Vizepräsidenten von El Salvador, Felix Ulloa; der lateinamerikanischen Programmdirektorin des Internationalen Zentrums für Wissenschaftler von Woodrow Wilson, Cynthia J. Arnson; der Direktorin der Nationalen Stiftung für Demokratie für Lateinamerika und die Karibik, Miriam Kornblith; dem Präsidenten des Interamerikanischen Dialogs, Michael Shifter; und der puerto-ricanischen Bürgermeisterin María Meléndez.
Vicente Romero arbeitete als internationaler Wahlbeobachter. Er war einer der Beobachter beim Start der ersten stichprobenbasierten Wahlüberwachung in den USA, Observe DC, einer Initiative der Georgetown University, die während der Halbzeitwahlen von 2018 herauskam. Er beobachtete Wahlen in den USA, El Salvador und in der Dominikanischen Republik. Im Februar 2019 beobachtete er die Präsidentschaftswahlen in El Salvador im Rahmen der Wahlbeobachtungsmission der Organisation Amerikanischer Staaten.

## Veröffentlichungen
Geovanny Vicente Romero ist Mitautor mehrerer Bücher über politische Kommunikation, Regierungsführung und Demokratie.
- Vicente Romero, Geovanny. Zurückgeben, wenn es am nötigsten ist. In LJ Pentón Herrera & ET Trịnh (Hrsg.), Kritisches Geschichtenerzählen: Mehrsprachige Einwanderer in den Vereinigten Staaten. Sense Publishers. 2020. ISBN 978-90-04-44618-2.[26]
- Vicente Romero, Geovanny. Caso República Dominicana. Universo COMPOL: Universo de la Comunicación Política (1ª edición). Buenos Aires - Editorial EPYCA. 2020. ISBN 978-987-86-4728-9. Nadia Brizuela. Kollektive Arbeit.
- Vicente Romero arbeitet derzeit an zwei Büchern; einer über die politische und wirtschaftliche Zukunft der zentralamerikanischen Region und der andere über die Mythen und Realitäten des amerikanischen Traums aus der Sicht der Latinos in den USA.

## Preise und Erfolge
- In der Liste „COVID-19 Hispanic Heroes“ (2020) von El Tiempo Latino, der spanischsprachigen Zeitung mit der höchsten Auflage im DMV-Gebiet (Washington, DC, Maryland und Virginia), zum Helden seiner Gemeinde ernannt. Andere Führer auf dieser Liste sind Muriel Bowser, Bürgermeister der Stadt Washington DC. Diese Anerkennung wurde während des "Hispanic Heritage Month" verliehen, der in den USA von September bis Oktober gefeiert wird.[27]
- Nationaler Jugendpreis der Dominikanischen Präsidentschaft für professionelle Exzellenz: 2020[28]
- Vom Stadtrat und Bürgermeister Rafael Hidalgo mit dem Titel „Hijo Adoptivo de la Ciudad de Azua“ (Adoptierter Sohn der Stadt Azua) ausgezeichnet.[29]
- Anerkannt für seine Beiträge zu den Gemeinden der Dominikanischen Republik von der Dominikanischen Föderation der Gemeinden (FEDOMU).[30]
- Vom Washington COMPOL Magazine als einer der hundert einflussreichsten politischen Fachleute des Jahres 2018 ausgewählt.[31]
- Stipendiat der Robert E. Lesher/Carlos Rosario Scholarship im Jahr 2017.[32]
- Global Language Network Teaching Fellow in den Jahren 2015 und 2016.[33]
- Vom Jugendministerium 2015 zu einem der führenden dominikanischen Young Professionals ernannt.